# マーベル・スタジオ
マーベル・スタジオ（Marvel Studios, LLC）は、アメリカ合衆国カリフォルニア州バーバンクにある、マーベル・コミックを原作としたウォルト・ディズニー・スタジオ傘下の映画やテレビドラマの製作スタジオである。
外部の映画会社との共同製作と、自社単独での製作（マーベル・シネマティック・ユニバース）を並行している。

## 歴史
レブロンのCEOのロナルド・ペレルマンによる親会社のマーベル・エンターテインメントの獲得に続いて、マーベル・スタジオは1990年代後半に設立された。このことは、マーベルが映画・テレビ業界へ再参入するきっかけとなった。
マーベル・スタジオがアヴィ・アラッドによって設立される以前の1993年5月13日から1998年10月までは、会長兼最高経営責任者として、彼が映画製作において製作総指揮として活動していた。マーベル・コミックを原作として製作された10作の映画のための5億2500万ドルの非償還請求国債による資金調達は2004年9月に終了した。
- 2005年に、マイケル・ヘルファントは社長と首席業務官としてスタジオに加わった[2]。
- 2007年3月に、デヴィッド・マゼルは会長に任命され、そして、『アイアンマン』が撮影され始めたとき、ケヴィン・ファイギは製作社長に任命された。
- 2008年に、マーベル・スタジオは、本部と生産オフィスを接待して、スタジオの予定する次の4つの映画をマンハッタンビーチ施設で撮影するようにローリー・スタジオズと契約した。
- 2015年に、マーベル・スタジオは、ウォルト・ディズニー・スタジオ直属の部門となった。

## 子会社・部門
- マーベル・テレビジョン - 2013年にテレビ制作のために設立したが、スタジオの実写映画の大成功の中、テレビ系部門は低迷[3][4]していたため、2019年12月にマーベル・スタジオと合併[5][6][7]したが、2020年1月22日に、マーベル・エンターテインメントが、自社のテレビ部門を「マーベル・TV・スタジオ（Marvel TV Studios）」として再始動させることがわかった[8]。
- マーベルアニメーション
- マーベル・ミュージック - ウォルト・ディズニー・スタジオ傘下の部門。

## 作品

### 共同製作
| #  | 作品名                                                                          | 監督                             | 配給                                      | 北米公開日      | 日本公開日     |
| -- | ------------------------------------------------------------------------------- | -------------------------------- | ----------------------------------------- | --------------- | -------------- |
| -- | ハワード・ザ・ダック/暗黒魔王の陰謀 Howard the Duck                             | ウィラード・ハイク               | ユニバーサル・スタジオ ルーカスフィルム   | 1986年 8月1日   | 1986年 12月6日 |
| -- | パニッシャー The Punisher                                                       | マーク・ゴールドブラット         | Live Entertainment                        | 1989年 4月25日  | 未公開         |
| -- | キャプテン・アメリカ 卍帝国の野望 Captain America                               | アルバート・ピュン               | 21st Century Film Corporation Jadran Film | 1990年 12月14日 | 1992年 10月9日 |
| -- | ザ・ファンタスティック・フォー The Fantastic Four (1994)                        | オリー・サッソン                 | コンスタンティン・フィルム                | お蔵入り        | 未公開         |
| 1  | ブレイド Blade                                                                  | スティーヴン・ノリントン         | ニュー・ライン・シネマ                    | 1998年 8月21日  | 1999年 5月22日 |
| 2  | X-メン X-Men                                                                    | ブライアン・シンガー             | 20世紀フォックス                          | 2000年 7月14日  | 2000年 10月7日 |
| 3  | ブレイド2 Blade II                                                              | ギレルモ・デル・トロ             | ニュー・ライン・シネマ                    | 2002年 3月22日  | 2002年 6月15日 |
| 4  | スパイダーマン Spider-Man                                                       | サム・ライミ                     | ソニー・ピクチャーズ エンタテインメント   | 2002年 5月3日   | 2002年 5月11日 |
| 5  | デアデビル Daredevil                                                            | マーク・スティーヴン・ジョンソン | 20世紀フォックス                          | 2003年 2月9日   | 2003年 4月5日  |
| 6  | X-MEN2 X2                                                                       | ブライアン・シンガー             | 20世紀フォックス                          | 2003年 5月2日   | 2003年 5月3日  |
| 7  | ハルク Hulk                                                                     | アン・リー                       | ユニバーサル・ピクチャーズ                | 2003年 6月17日  | 2003年 8月2日  |
| 8  | パニッシャー The Punisher                                                       | ジョナサン・ヘンズリー           | ライオンズゲート                          | 2004年 4月16日  | 2005年 5月25日 |
| 9  | スパイダーマン2 Spider-Man 2                                                    | サム・ライミ                     | ソニー・ピクチャーズ エンタテインメント   | 2004年 6月30日  | 2004年 7月10日 |
| 10 | ブレイド3 Blade: Trinity                                                        | デヴィッド・S・ゴイヤー          | ニュー・ライン・シネマ                    | 2004年 12月8日  | 2005年 5月7日  |
| 11 | エレクトラ Elektra                                                              | ロブ・ボウマン                   | 20世紀フォックス                          | 2005年 1月14日  | 2005年 6月4日  |
| 12 | ファンタスティック・フォー ［超能力ユニット］ Fantastic Four                    | ティム・ストーリー               | 20世紀フォックス                          | 2005年 7月8日   | 2005年 9月17日 |
| 13 | X-MEN:ファイナル ディシジョン X-Men: The Last Stand                             | ブレット・ラトナー               | 20世紀フォックス                          | 2006年 5月26日  | 2006年 9月9日  |
| 14 | ゴーストライダー Ghost Rider                                                    | マーク・スティーヴン・ジョンソン | ソニー・ピクチャーズ エンタテインメント   | 2007年 2月16日  | 2007年 3月3日  |
| 15 | スパイダーマン3 Spider-Man 3                                                    | サム・ライミ                     | ソニー・ピクチャーズ エンタテインメント   | 2007年 5月4日   | 2007年 4月16日 |
| 16 | ファンタスティック・フォー:銀河の危機 Fantastic Four: Rise of the Silver Surfer | ティム・ストーリー               | 20世紀フォックス                          | 2007年 6月15日  | 2007年 9月21日 |
| 17 | パニッシャー: ウォー・ゾーン Punisher: War Zone                                 | レクシー・アレクサンダー         | ライオンズゲート                          | 2008年 12月5日  | 2009年 4月18日 |
| 18 | ウルヴァリン:X-MEN ZERO X-Men Origins: Wolverine                                | ギャヴィン・フッド               | 20世紀フォックス                          | 2009年 5月1日   | 2009年 9月11日 |
| 19 | X-MEN:ファースト・ジェネレーション X-Men: First Class                           | マシュー・ヴォーン               | 20世紀フォックス                          | 2011年 6月3日   | 2011年 6月11日 |
| 20 | ゴーストライダー2 Ghost Rider: Spirit of Vengeance                              | ネヴェルダイン/テイラー          | ソニー・ピクチャーズ エンタテインメント   | 2012年 2月17日  | 2013年 2月8日  |
| 21 | アメイジング・スパイダーマン The Amazing Spider-Man                             | マーク・ウェブ                   | ソニー・ピクチャーズ エンタテインメント   | 2012年 7月3日   | 2012年 6月30日 |
| 22 | ウルヴァリン:SAMURAI The Wolverine                                              | ジェームズ・マンゴールド         | 20世紀フォックス                          | 2013年 7月26日  | 2013年 9月13日 |
| 23 | アメイジング・スパイダーマン2 The Amazing Spider-Man 2                          | マーク・ウェブ                   | ソニー・ピクチャーズ エンタテインメント   | 2014年 5月2日   | 2014年 4月25日 |
| 24 | X-MEN:フューチャー&パスト X-Men: Days of Future Past                            | ブライアン・シンガー             | 20世紀フォックス                          | 2014年 5月23日  | 2014年 5月30日 |
| 25 | ファンタスティック・フォー Fantastic Four                                       | ジョシュ・トランク               | 20世紀フォックス                          | 2015年 8月7日   | 2015年 10月9日 |
| 26 | デッドプール Deadpool                                                           | ティム・ミラー                   | 20世紀フォックス                          | 2016年 2月12日  | 2016年 6月1日  |
| 27 | X-MEN:アポカリプス X-Men: Apocalypse                                            | ブライアン・シンガー             | 20世紀フォックス                          | 2016年 5月27日  | 2016年 8月11日 |
| 28 | LOGAN/ローガン Logan                                                            | ジェームズ・マンゴールド         | 20世紀フォックス                          | 2017年 3月3日   | 2017年 6月1日  |
| 29 | スパイダーマン:ホームカミング Spider-Man: Homecoming                            | ジョン・ワッツ                   | ソニー・ピクチャーズ エンタテインメント   | 2017年 7月7日   | 2017年 8月11日 |
| 30 | デッドプール2 Deadpool 2                                                        | デヴィッド・リーチ               | 20世紀フォックス                          | 2018年 5月18日  | 2018年 6月1日  |
| 31 | ヴェノム Venom                                                                  | ルーベン・フライシャー           | ソニー・ピクチャーズ エンタテインメント   | 2018年 10月5日  | 2018年 11月2日 |
| 32 | X-MEN:ダーク・フェニックス Dark Phoenix                                         | サイモン・キンバーグ             | 20世紀フォックス                          | 2019年 6月7日   | 2019年 6月21日 |
| 33 | スパイダーマン:ファー・フロム・ホーム Spider-Man: Far From Home                 | ジョン・ワッツ                   | ソニー・ピクチャーズ エンタテインメント   | 2019年 7月2日   | 2019年 6月28日 |
| 34 | ニュー・ミュータント The New Mutants                                            | ジョシュ・ブーン                 | 20世紀スタジオ                            | 2020年 8月28日  | 未公開         |
| 35 | ヴェノム:レット・ゼア・ビー・カーネイジ Venom: Let There Be Carnage             | アンディ・サーキス               | ソニー・ピクチャーズ エンタテインメント   | 2021年 10月1日  | 2021年 12月3日 |
| 36 | スパイダーマン:ノー・ウェイ・ホーム Spider-Man: No Way Home                     | ジョン・ワッツ                   | ソニー・ピクチャーズ エンタテインメント   | 2021年 12月17日 | 2022年 1月7日  |
| 37 | モービウス Morbius                                                              | ダニエル・エスピノーサ           | ソニー・ピクチャーズ エンタテインメント   | 2022年 4月1日   | 2022年 4月1日  |

### 独立製作
| #  | 作品名                                              | 北米公開日     | 日本公開日     | 監督                                | 脚本                                                                                             | 製作                                                     | 配給                                                     | 現状               |
| -- | --------------------------------------------------- | -------------- | -------------- | ----------------------------------- | ------------------------------------------------------------------------------------------------ | -------------------------------------------------------- | -------------------------------------------------------- | ------------------ |
| 1  | アイアンマン                                        | 2008年5月2日   | 2008年9月27日  | ジョン・ファヴロー                  | マーク・ファーガス ホーク・オストビー アート・マーカム マット・ホロウェイ                        | アヴィ・アラッド ケヴィン・ファイギ                      | パラマウント・ピクチャーズ                               | 公開済み           |
| 2  | インクレディブル・ハルク                            | 2008年6月13日  | 2008年8月1日   | ルイ・レテリエ                      | ザック・ペン                                                                                     | アヴィ・アラッド ゲイル・アン・ハード ケヴィン・ファイギ | ユニバーサル・ピクチャーズ                               | 公開済み           |
| 3  | アイアンマン2                                       | 2010年5月7日   | 2010年6月11日  | ジョン・ファヴロー                  | ジャスティン・セロー                                                                             | ケヴィン・ファイギ                                       | パラマウント・ピクチャーズ                               | 公開済み           |
| 4  | マイティ・ソー                                      | 2011年5月6日   | 2011年7月2日   | ケネス・ブラナー                    | アシュリー・エドワード・ミラー ザック・ステンツ ドン・ペイン                                     | ケヴィン・ファイギ                                       | パラマウント・ピクチャーズ                               | 公開済み           |
| 5  | キャプテン・アメリカ/ザ・ファースト・アベンジャー   | 2011年7月22日  | 2011年10月14日 | ジョー・ジョンストン                | クリストファー・マルクス スティーヴン・マクフィーリー                                            | ケヴィン・ファイギ                                       | パラマウント・ピクチャーズ                               | 公開済み           |
| 6  | アベンジャーズ                                      | 2012年5月4日   | 2012年8月14日  | ジョス・ウェドン                    | ジョス・ウェドン                                                                                 | ケヴィン・ファイギ                                       | ウォルト・ディズニー・スタジオ・モーション・ピクチャーズ | 公開済み           |
| 7  | アイアンマン3                                       | 2013年5月3日   | 2013年4月26日  | シェーン・ブラック                  | ドリュー・ピアース シェーン・ブラック                                                            | ケヴィン・ファイギ                                       | ウォルト・ディズニー・スタジオ・モーション・ピクチャーズ | 公開済み           |
| 8  | マイティ・ソー/ダーク・ワールド                     | 2013年11月8日  | 2014年2月1日   | アラン・テイラー                    | クリストファー・ヨスト クリストファー・マルクス スティーヴン・マクフィーリー                     | ケヴィン・ファイギ                                       | ウォルト・ディズニー・スタジオ・モーション・ピクチャーズ | 公開済み           |
| 9  | キャプテン・アメリカ/ウィンター・ソルジャー         | 2014年4月4日   | 2014年4月19日  | ジョー&アンソニー・ルッソ           | クリストファー・マルクス スティーヴン・マクフィーリイ                                            | ケヴィン・ファイギ                                       | ウォルト・ディズニー・スタジオ・モーション・ピクチャーズ | 公開済み           |
| 10 | ガーディアンズ・オブ・ギャラクシー                  | 2014年8月1日   | 2014年9月13日  | ジェームズ・ガン                    | ジェームズ・ガン                                                                                 | ケヴィン・ファイギ                                       | ウォルト・ディズニー・スタジオ・モーション・ピクチャーズ | 公開済み           |
| 11 | アベンジャーズ/エイジ・オブ・ウルトロン             | 2015年5月1日   | 2015年7月4日   | ジョス・ウェドン                    | ジョス・ウェドン                                                                                 | ケヴィン・ファイギ                                       | ウォルト・ディズニー・スタジオ・モーション・ピクチャーズ | 公開済み           |
| 12 | アントマン                                          | 2015年7月17日  | 2015年9月19日  | ペイトン・リード                    | エドガー・ライト ジョー・コーニッシュ アダム・マッケイ ポール・ラッド                            | ケヴィン・ファイギ                                       | ウォルト・ディズニー・スタジオ・モーション・ピクチャーズ | 公開済み           |
| 13 | シビル・ウォー/キャプテン・アメリカ                 | 2016年5月6日   | 2016年4月29日  | ジョー&アンソニー・ルッソ           | クリストファー・マルクス スティーヴン・マクフィーリー                                            | ケヴィン・ファイギ                                       | ウォルト・ディズニー・スタジオ・モーション・ピクチャーズ | 公開済み           |
| 14 | ドクター・ストレンジ                                | 2016年11月4日  | 2017年1月27日  | スコット・デリクソン                | スコット・デリクソン C. ロバート・カージル ジョン・スペイツ                                      | ケヴィン・ファイギ                                       | ウォルト・ディズニー・スタジオ・モーション・ピクチャーズ | 公開済み           |
| 15 | ガーディアンズ・オブ・ギャラクシー:リミックス       | 2017年5月5日   | 2017年5月12日  | ジェームズ・ガン                    | ジェームズ・ガン                                                                                 | ケヴィン・ファイギ                                       | ウォルト・ディズニー・スタジオ・モーション・ピクチャーズ | 公開済み           |
| 16 | マイティ・ソー バトルロイヤル                       | 2017年11月3日  | 2017年11月3日  | タイカ・ワイティティ                | エリック・ピアソン                                                                               | ケヴィン・ファイギ                                       | ウォルト・ディズニー・スタジオ・モーション・ピクチャーズ | 公開済み           |
| 17 | ブラックパンサー                                    | 2018年2月16日  | 2018年3月1日   | ライアン・クーグラー                | ジョー・ロバート・コール ライアン・クーグラー                                                    | ケヴィン・ファイギ                                       | ウォルト・ディズニー・スタジオ・モーション・ピクチャーズ | 公開済み           |
| 18 | アベンジャーズ/インフィニティ・ウォー               | 2018年4月27日  | 2018年4月27日  | ジョー&アンソニー・ルッソ           | クリストファー・マルクス スティーヴン・マクフィーリー                                            | ケヴィン・ファイギ                                       | ウォルト・ディズニー・スタジオ・モーション・ピクチャーズ | 公開済み           |
| 19 | アントマン&ワスプ                                   | 2018年7月6日   | 2018年8月31日  | ペイトン・リード                    | アンドリュー・バラー ガヴリエル・フェラーリ ポール・ラッド クリス・マッケーナ エリック・ソマーズ | ケヴィン・ファイギ                                       | ウォルト・ディズニー・スタジオ・モーション・ピクチャーズ | 公開済み           |
| 20 | キャプテン・マーベル                                | 2019年3月8日   | 2019年3月15日  | ライアン・フレック アンナ・ボーデン | ジェネバ・ロバートソン＝ドゥウォレット                                                           | ケヴィン・ファイギ                                       | ウォルト・ディズニー・スタジオ・モーション・ピクチャーズ | 公開済み           |
| 21 | アベンジャーズ/エンドゲーム                         | 2019年4月26日  | 2019年4月26日  | ジョー&アンソニー・ルッソ           | クリストファー・マルクス スティーヴン・マクフィーリー                                            | ケヴィン・ファイギ                                       | ウォルト・ディズニー・スタジオ・モーション・ピクチャーズ | 公開済み           |
| 22 | ブラック・ウィドウ                                  | 2021年7月9日   | 2021年7月8日   | ケイト・ショートランド              | エリック・ピアソン                                                                               | ケヴィン・ファイギ                                       | ウォルト・ディズニー・スタジオ・モーション・ピクチャーズ | 公開済み           |
| 23 | シャン・チー/テン・リングスの伝説                   | 2021年9月3日   | 2021年9月3日   | デスティン・ダニエル・クレットン    | デイヴ・キャラハム                                                                               | ケヴィン・ファイギ ジョナサン・シュワルツ                | ウォルト・ディズニー・スタジオ・モーション・ピクチャーズ | 公開済み           |
| 24 | エターナルズ                                        | 2021年11月5日  | 2021年11月5日  | クロエ・ジャオ                      | マット＆ライアン・フィルポ クロエ・ジャオ                                                        | ケヴィン・ファイギ ネイト・ムーア                        | ウォルト・ディズニー・スタジオ・モーション・ピクチャーズ | 公開済み           |
| 25 | ドクター・ストレンジ/マルチバース・オブ・マッドネス | 2022年5月6日   | 2022年5月4日   | サム・ライミ                        | マイケル・ウォルドロン                                                                           | ケヴィン・ファイギ                                       | ウォルト・ディズニー・スタジオ・モーション・ピクチャーズ | 公開済み           |
| 26 | ソー:ラブ&サンダー                                  | 2022年7月8日   | 2022年7月8日   | タイカ・ワイティティ                | タイカ・ワイティティ ジェニファー・ケイティ・ロビンソ                                            | ケヴィン・ファイギ ブラッド・ウィンダーバウム            | ウォルト・ディズニー・スタジオ・モーション・ピクチャーズ | 公開済み           |
| 27 | ブラックパンサー/ワカンダ・フォーエバー             | 2022年11月11日 | 2022年11月11日 | ライアン・クーグラー                | ライアン・クーグラー ジョー・ロバート・コール                                                    | ケヴィン・ファイギ ネイト・ムーア                        | ウォルト・ディズニー・スタジオ・モーション・ピクチャーズ | 公開済み           |
| 28 | アントマン&ワスプ:クアントマニア                    | 2023年2月17日  | 2023年2月17日  | ペイトン・リード                    | ジェフ・ラブネス                                                                                 | ケヴィン・ファイギ スティーヴン・ブルサード              | ウォルト・ディズニー・スタジオ・モーション・ピクチャーズ | 公開済み           |
| 29 | ガーディアンズ・オブ・ギャラクシー:VOLUME 3         | 2023年5月5日   | 2023年5月3日   | ジェームズ・ガン                    | ジェームズ・ガン                                                                                 | ケヴィン・ファイギ                                       | ウォルト・ディズニー・スタジオ・モーション・ピクチャーズ | 公開済み           |
| 30 | マーベルズ                                          | 2023年11月10日 | 2023年11月10日 | ニア・ダコスタ                      | ミーガン・マクドネル                                                                             | ケヴィン・ファイギ                                       | ウォルト・ディズニー・スタジオ・モーション・ピクチャーズ | 公開済み           |
| 31 | デッドプール＆ウルヴァリン                          | 2024年7月26日  | 2024年7月24日  | ショーン・レヴィ                    | レット・リース ポール・ワーニック ウェンディ・モリノー リジー・モリノー＝ロジリン                | ケヴィン・ファイギ                                       | ウォルト・ディズニー・スタジオ・モーション・ピクチャーズ | 公開済み           |
| 32 | キャプテン・アメリカ:ブレイブ・ニュー・ワールド     | 2025年2月14日  | 2025年2月14日  | ジュリアス・オナー                  | マルコム・スペルマン ダラン・ムッソン                                                            | ケヴィン・ファイギ                                       | ウォルト・ディズニー・スタジオ・モーション・ピクチャーズ | 公開済み           |
| 33 | サンダーボルツ*                                     | 2025年5月2日   | 2025年5月2日   | ジェイク・シュライアー              | エリック・ピアソン イ・サンジン                                                                  | ケヴィン・ファイギ                                       | ウォルト・ディズニー・スタジオ・モーション・ピクチャーズ | 公開済み           |
| 34 | ファンタスティック4:ファースト・ステップ            | 2025年7月25日  | 2025年7月25日  | マット・シャックマン                | ジェフ・カフラン イアン・スプリンクラー ジョシュ・フリードマン                                   | ケヴィン・ファイギ                                       | ウォルト・ディズニー・スタジオ・モーション・ピクチャーズ | 公開済み           |
| 35 | Avengers: Doomsday                                  | 2026年5月      |                | ジョー&アンソニー・ルッソ           |                                                                                                  | ケヴィン・ファイギ                                       | ウォルト・ディズニー・スタジオ・モーション・ピクチャーズ | 撮影中             |
| 36 | Avengers: Secret Wars                               | 2027年5月      |                | ジョー&アンソニー・ルッソ           |                                                                                                  | ケヴィン・ファイギ                                       | ウォルト・ディズニー・スタジオ・モーション・ピクチャーズ | プリプロダクション |
| 37 | Blade                                               | 未定           |                | バッサム・ターリク                  | ステイシー・オセイ・クフォー                                                                     | ケヴィン・ファイギ                                       | ウォルト・ディズニー・スタジオ・モーション・ピクチャーズ | プリプロダクション |

### ドラマシリーズ
| シリーズ名                                          | シーズン | 話数 | 放送日/配信日  | 放送局/配信サービス |
| --------------------------------------------------- | -------- | ---- | -------------- | ------------------- |
| 共同製作                                            |          |      |                |                     |
| ミュータントX Mutant X                              | 1        | 22話 | 2001年10月6日  | -                   |
| ミュータントX Mutant X                              | 2        | 22話 |                | -                   |
| ミュータントX Mutant X                              | 3        | 22話 |                | -                   |
| エージェント・オブ・シールド Agents of S.H.I.E.L.D. | 1        | 22話 | 2013年9月24日  | ABC                 |
| エージェント・オブ・シールド Agents of S.H.I.E.L.D. | 2        | 22話 | 2014年9月25日  | ABC                 |
| エージェント・オブ・シールド Agents of S.H.I.E.L.D. | 3        | 22話 | 2015年9月29日  | ABC                 |
| エージェント・オブ・シールド Agents of S.H.I.E.L.D. | 4        | 22話 | 2016年9月20日  | ABC                 |
| エージェント・オブ・シールド Agents of S.H.I.E.L.D. | 5        | 22話 | 2017年12月1日  | ABC                 |
| エージェント・オブ・シールド Agents of S.H.I.E.L.D. | 6        | 13話 | 2019年5月10日  | ABC                 |
| エージェント・オブ・シールド Agents of S.H.I.E.L.D. | 7        | 13話 | 2020年5月27日  | ABC                 |
| エージェント・カーター Agent Carter                 | 1        | 8話  | 2015年1月6日   | ABC                 |
| エージェント・カーター Agent Carter                 | 2        | 10話 | 2016年1月19日  | ABC                 |
| デアデビル Marvel's Daredevil                       | 1        | 13話 | 2015年4月10日  | ネットフリックス    |
| デアデビル Marvel's Daredevil                       | 2        | 13話 | 2016年3月18日  | ネットフリックス    |
| デアデビル Marvel's Daredevil                       | 3        | 13話 | 2018年10月19日 | ネットフリックス    |
| ジェシカ・ジョーンズ Marvel's Jessica Jones         | 1        | 13話 | 2015年11月20日 | ネットフリックス    |
| ジェシカ・ジョーンズ Marvel's Jessica Jones         | 2        | 13話 | 2018年5月8日   | ネットフリックス    |
| ジェシカ・ジョーンズ Marvel's Jessica Jones         | 3        | 13話 | 2019年6月14日  | ネットフリックス    |
| ルーク・ケイジ Marvel's Luke Cage                   | 1        | 13話 | 2016年9月30日  | ネットフリックス    |
| ルーク・ケイジ Marvel's Luke Cage                   | 2        | 13話 | 2018年6月22日  | ネットフリックス    |
| アイアンフィスト Marvel's Iron Fist                 | 1        | 13話 | 2017年3月17日  | ネットフリックス    |
| アイアンフィスト Marvel's Iron Fist                 | 2        | 10話 | 2018年9月7日   | ネットフリックス    |
| ザ・ディフェンダーズ Marvel's The Defenders         | 1        | 8話  | 2017年8月18日  | ネットフリックス    |
| インヒューマンズ Inhumans                           | 1        | 8話  | 2017年9月29日  | ABC                 |
| パニッシャー Marvel's The punisher                  | 1        | 13話 | 2017年11月17日 | ネットフリックス    |
| パニッシャー Marvel's The punisher                  | 2        | 13話 | 2019年1月18日  | ネットフリックス    |
| ランナウェイズ Marvel's Runways                     | 1        | 10話 | 2017年11月21日 | Hulu                |
| ランナウェイズ Marvel's Runways                     | 2        | 13話 | 2018年12月21日 | Hulu                |
| ランナウェイズ Marvel's Runways                     | 3        | 10話 | 2019年12月13日 | Hulu                |
| クローク&タガー Marvel's Cloak & Dagger             | 1        | 10話 | 2018年6月7日   | フリーフォーム      |
| クローク&タガー Marvel's Cloak & Dagger             | 2        | 10話 | 2019年4月4日   | フリーフォーム      |
| ヘルストローム Helstrom                             | 1        | 10話 | 2020年10月16日 | Hulu''              |

| シリーズ名                                                                             | シーズン | 話数 | 放送日/配信日  | 放送局/配信サービス |
| -------------------------------------------------------------------------------------- | -------- | ---- | -------------- | ------------------- |
| 独立製作                                                                               |          |      |                |                     |
| マーベル・スタジオ 知られざる秘密 Marvel Studios: Legends                              | 1        | 未定 | 2021年1月8日   | Disney+             |
| ワンダヴィジョン Marvel Studios’ “WandaVision”                                         | 1        | 9話  | 2021年1月15日  | Disney+             |
| マーベル・スタジオ アッセンブル Marvel Studios’ “Assembled”                            | 1        | 未定 | 2021年3月12日  | Disney+             |
| ファルコン&ウィンター・ソルジャー Marvel Studios’ “The Falcon and The Winter Soldier.” | 1        | 6話  | 2021年3月19日  | Disney+             |
| ロキ Marvel Studios’ “Loki”                                                            | 1        | 6話  | 2021年6月9日   | Disney+             |
| ロキ Marvel Studios’ “Loki”                                                            | 2        | 6話  | 2023年10月6日  | Disney+             |
| ホークアイ Marvel Studios’ “Hawkeye”                                                   | 1        | 6話  | 2021年11月24日 | Disney+             |
| ムーンナイト Marvel Studios’ “Moon Knight”                                             | 1        | 6話  | 2022年3月30日  | Disney+             |
| ミズ・マーベル Marvel Studios’ “Ms.Marvel”                                             | 1        | 6話  | 2022年6月8日   | Disney+             |
| シー・ハルク:ザ・アトーニー Marvel Studios’ “ She-Hulk: Attorney at Law ”              | 1        | 9話  | 2022年8月17日  | Disney+             |
| シークレット・インベージョン Marvel Studios’ “Secret Invasion”                         | 1        | 6話  | 2023年6月21日  | Disney+             |
| アガサ・オール・アロング Marvel Studios' "Agatha All Along"                            | 1        | 未定 | 2024年9月19日  | Disney+             |
| アイアンハート（原題） Marvel Studios’ “Ironheart”                                     | 1        | 未定 |                | Disney+             |
| アーマー・ウォーズ（原題） Marvel Studios’ “Armor Wars”                                | 1        | 6話  |                | Disney+             |

### アニメーション
| シリーズ名 | シーズン | 話数 | 放送日/配信日               | 放送局/配信サービス |
| --- | -------- | ---- | --------------------------- | ------------------- |
| 独立製作 |          |      |                             |                     |
| ホワット・イフ...? Marvel Studios’ “What If…?”                                                                     | 1        | 9話  | 2021年8月11日               | Disney+             |
| ホワット・イフ...? Marvel Studios’ “What If…?”                                                                     | 2        | 9話  | 2023年12月22日              | Disney+             |
| アイ・アム・グルート Marvel Studios’ “I Am Groot”                                                                  | 1        | 5話  | 2022年8月10日(全話一挙配信) | Disney+             |
| X-MEN ’97 Marvel Studios’ “X-MEN ’97”                                                                              | 1        | 10話 | 2024年3月20日               | Disney+             |
| マーベル・ゾンビーズ（原題） Marvel Studios’ “Marvel Zombies”                                                      | 1        | 未定 | 2024年                      | Disney+             |
| ユア・フレンドリー・ネイバーフッド・スパイダーマン（原題） Marvel Studios’ “Your Friendly Neighborhood Spider-Man” | 1        | 未定 | 2024年                      | Disney+             |

### スペシャル
| 作品名 | 放送日/配信日  | 放送局/配信サービス |
| --- | -------------- | ------------------- |
| 独立製作 |                |                     |
| ウェアウルフ・バイ・ナイト Marvel Studios’ “Werewolf by Night”                                                        | 2022年10月7日  | Disney+             |
| ガーディアンズ・オブ・ギャラクシー ホリデー・スペシャル Marvel Studios’ “The Guardians of the Galaxy Holiday Special” | 2022年11月25日 | Disney+             |